# Борис Михайло
Михайло Борис (Псевдо: «Жан», «Зіновій Грабик»; 30 жовтня 1920, с. Соб'ятин, Ярославський повіт, (тепер Польща) — 24 серпня 1974, м. Сідней, (Австралія) — районовий провідник ОУН Ярославщини, тереновий провідник ЗЧ ОУН в Австралії.

## Життєпис

(м. Регенсбург, 3.03.1948). Зліва направо: Микола Фриз («Вернигора»)‚ Петро Миколенко («Байда»), Михайло Озимко (“Залізняк”), Роман Боднар («Сагайдачний»), Михайло Борис («Жан»)‚ Модест Ріпецький («Горислав»), Степан Ґоляш («Мар»)‚ Михайло Дуда («Громенко»), Зиновій Соколюк (“Семенів”).

Народився 30 жовтня 1920 року у селі Соб'ятин Ярославського повіту в родині Марії і Григорія Борисів. Закінчив початкову в рідному селі.
У вересні 1939 року, після загарбання Польщі Німеччиною і СССР село опинилося в прикордонній смузі радянської частини й усі мешканці були примусово переселені у 1940 року в Бродівський повіт.
У 1944 році повернувся до рідного села та з Марією Ровенчук–«Іриною» організував підпілля в Ярославщині. Займає посаду районовий провідник в 2-му районі (Ярославський) ІІ округи «Батурин» Закерзонського Краю ОУН.
Відійшов рейдом на Захід у серпні 1947 року в складі групи, до якої окрім нього входили: Богдан Гораєцький — «Плай», Семен Козелко — «Черемош», Осип Дикий — «Ярко» (майже повний районовий провід), та ще якийсь священик, який в дорозі згубився. Група щасливо прибули восени 1947 року до американської окупаційної зони Німеччини.
З Німеччини еміґрував до Австралії. Був одружений з австралійкою Френсіс Джерард (Frances Gerarde), виховали чотирьох дітей: Михайла, Марію, Марка і Юліяна.
Його спомин «Спогади з участи у збройному підпіллю ОУН-УПА» надрукований в книзі Богдана Гука "Молоді українці Михайла Бориса — «Жана».
Похований на цвинтарі Кемпс Крік (Kemps Creec) в місті Сідней, Австралія.